# Hato Viejo (Durania)
Hato Viejo es un centro poblado del municipio colombiano de Durania, ubicado en el departamento de Norte del Santander.

## Geografía
Está ubicada en el noroccidente del municipio de Durania a 27,5 kilómetros de Cúcuta, capital del departamento nortesantandereano.
Altura: 940 m s. n. m. (metros sobre el nivel del mar)
Clima: Temperatura entre los 22 a 26 °C, la precipitación va de los 1450 a los 1800 mm.
Extensión total: 20 709,5 metros cuadrados
Hato Viejo se encuentra en un ecosistema de Bosque húmedo premontano y bosque seco tropical, con una ubicación geoestacionaria a 7.78333 de latitud norte  y -72.6833 de longitud oeste.

### Límites
- Norte: Vereda Tejarito.
- Sur: Veredas El Líbano y Cuajadoras.
- Occidente: Vereda San Juan.
- Oriente: Municipio de Salazar.

### Hidrografía
Su hidrografía la conforma los siguientes nacientes:
- Encontrados y la Venganza, que pertenecen a la microcuenca Agua Dulce.
- Arrayanes, San Jacinto, la Ceiba, Ojo de Agua y la Ocarena, que pertenecen a la microcuenca Hato Viejo - Tejarito.
- Palmares de la microcuenca Gran Pan.

## Historia
En la época precolombina el territorio de Durania, fue campo de travesía y de comunicación entre los pueblos Chitareros y Motilones. Los Chitareros que tenían su asiento en Chinácota tenían una vereda de antigua comunicación con el Cacique Guavita o Boavita, esta fue establecida en Hato Viejo y funcionaba para contactarse además con las tribus de Salazar y Gramalote.

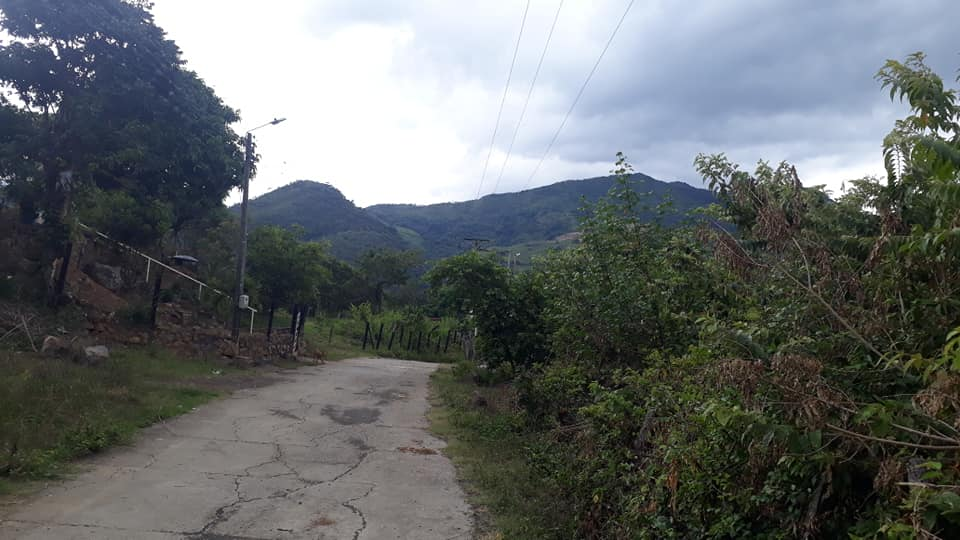
Vía de acceso a la vereda Hato Viejo

## Economía
Su economía se basa en ganadería de doble propósito, pastos naturales, y cultivos maíz. 

## Infraestructura
La vereda tiene un pequeño caserío con doce casas, una escuela básica primaría, una capilla y un pequeño cementerio.

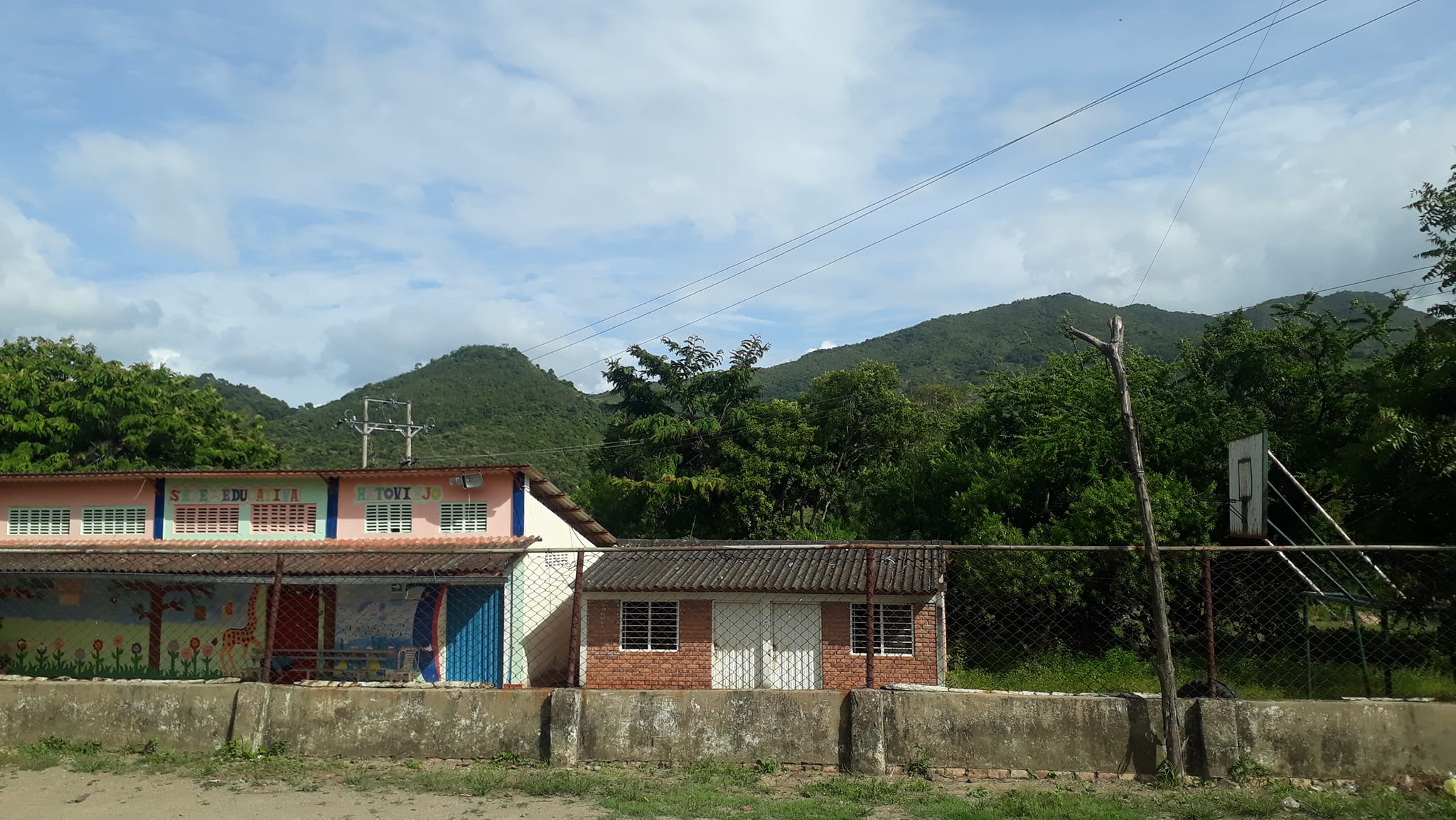
Escuela de Hato Viejo